# 魔法の人
「魔法の人」（まほうのひと）は、2006年1月18日に発売された、日本の歌手・奥華子の2枚目のシングル。

## 解説
表題曲の「魔法の人」は、オリジナルバージョンのほか、奥華子自身によるピアノ弾き語りバージョンも収録されている。
カップリングの「白い足跡」はインディーズ時代にライブで披露されていた曲であるが、元々の曲名は「ブランケット」であった。
「白い足跡」「魔法の人 (ピアノ弾き語り)」は2015年現在アルバム未収録。

## 収録曲
全作詞・作曲：奥華子
1. 魔法の人
編曲：上杉洋史
2. 白い足跡
編曲：上杉洋史
3. 魔法の人（ピアノ弾き語り）
編曲：奥華子